# 문공유
문공유(文公裕, 1088년 ~ 1159년)는 고려의 문신이다. 본관은 남평(南平). 자는 항적(亢迪)이다. 벼슬이 검교태자대보(檢校太子大保) 중대부(中大夫) 지문하성사(知門下省事) 형부상서(刑部尙書)에 이르렀다. 시호는 경정(敬靖)이다.

## 생애
1104년(숙종 9) 남성시(南省試)에 합격하고, 1112년(예종 7) 지공거 오연총(吳延寵)과 동지공거 임언(林彦)이 관장한 과거에 급제하였다.
인종의 즉위 후 이자겸(李資謙)과 대립하던 그의 장인 한안인이 살해되자 합문지후(閤門祗候) 문공유는 형인 문공인과 함께 유배되었다. 이자겸이 몰락한 뒤 1127년(인종 5) 합문지후(閤門祗候)에 복직하였다.
1129년 금나라에 사신으로 다녀왔다. 1133년 시어사(侍御史)로서 묘청(妙淸)의 도참설(圖讖說)에 현혹된 인종을 간하다가 충주목부사(忠州牧副使)로 좌천되었다.
1148년(의종 2년) 서북면병마사(西北面兵馬使)가 되었고, 1149년 보문각학사(寶文閣學士), 1150년 예부상서를 역임하였다.
1152년(의종 6년) 4월에 형부상서를 거쳐 12월에 병부상서(兵部尙書)가 되었다.

## 가족
- 아버지 : 문익(文翼) - 우산기상시(右散騎常侍)
- 어머니 : 류씨(柳氏)
  - 형 : 문공인(文公仁)
  - 형 : 문공원(文公元)[5]
  - 형 : 문가관(文可觀) - 조계종대선사(曹溪宗大禪師)
- 처부 : 한안인(韓安仁)
  - 부인 : 단주 한씨(湍州韓氏)
    - 아들 : 문극겸(文克謙)
    - 아들 : 문극순(文克純)
    - 아들 : 문극이(文克易)